# Judy Tegart

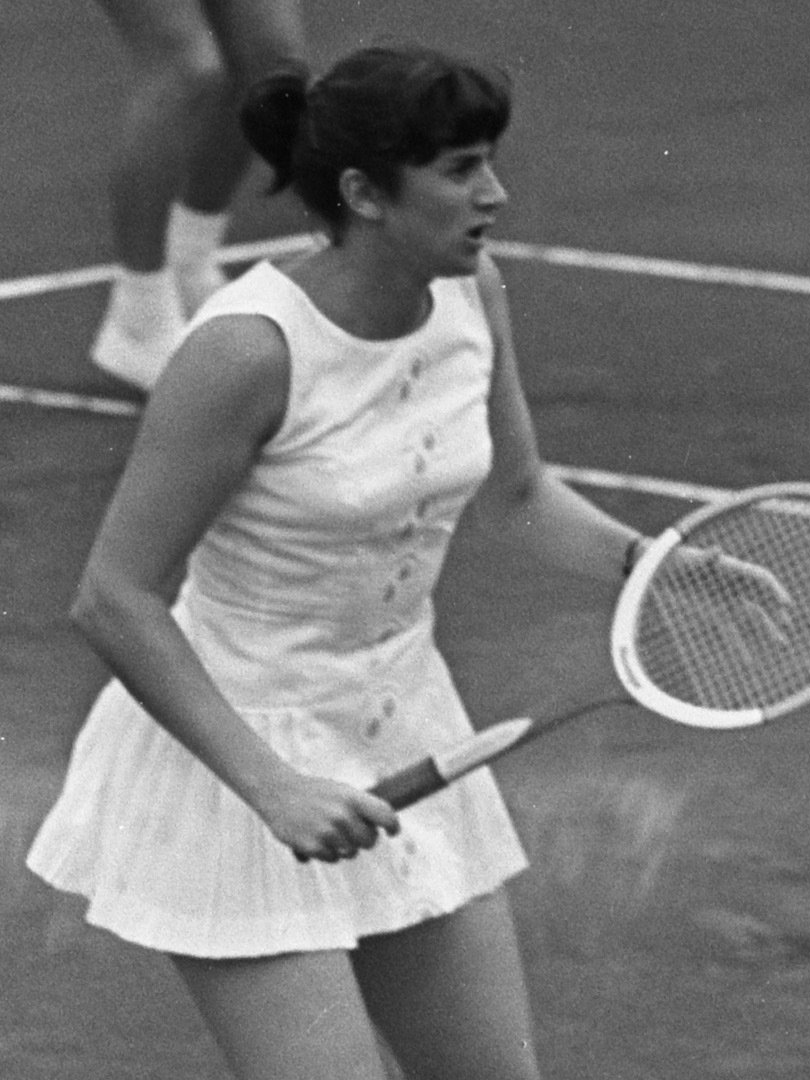
Judy Tegart, 1965

Judy Tegart Dalton, AM (* 12. Dezember 1937 in Melbourne) ist eine ehemalige australische Tennisspielerin.

## Karriere
Sie stand 1968 im Wimbledonfinale der Einzelkonkurrenz, das sie gegen Billie Jean King verlor. Des Weiteren gewann sie in ihrer Karriere 15 Doppelturniere.  Judy Tegart gewann acht Doppelkonkurrenzen (an der Seite von Margaret Smith Court) und einen Mixeddoppel-Bewerb bei Grand-Slam-Turnieren. Sie konnte bei jedem der vier Turniere mindestens ein Mal den Titel gewinnen. 1977 beendete sie ihr Tennislaufbahn.
Tegart zählt zu den neun Spielerinnen, den Original 9, die 1970 das Virginia Slims Invitational spielten, das von Gladys Heldman veranstaltet und gesponsert wurde.

## Grand-Slam-Titel

### Doppel
| Nr. | Datum | Turnier                                           | Belag | Partnerin      | Finalgegnerinnen                 | Ergebnis      |
| --- | ----- | ------------------------------------------------- | ----- | -------------- | -------------------------------- | ------------- |
| 1.  | 1964  | Australian Championships                          | Rasen | Lesley Turner  | Robyn Ebbern Margaret Smith      | 6:4, 6:4      |
| 2.  | 1966  | Internationale französische Tennismeisterschaften | Sand  | Margaret Smith | Jil Blackman Fay Toyne           | 4:6, 6:1, 6:1 |
| 3.  | 1967  | Australian Championships                          | Rasen | Lesley Turner  | Lorraine Robinson Évelyne Terras | 6:0, 6:2      |
| 4.  | 1969  | Australian Open                                   | Rasen | Margaret Cout  | Rosie Casals Billie Jean King    | 6:4, 6:4      |
| 5.  | 1969  | Wimbledon                                         | Rasen | Margaret Court | Patti Hogan Peggy Michel         | 9:7, 6:2      |
| 6.  | 1970  | Australian Open                                   | Rasen | Margaret Court | Karen Krantzcke Kerry Melville   | 6:1, 6:3      |
| 7.  | 1970  | US Open                                           | Rasen | Margaret Court | Rosie Casals Virginia Wade       | 6:3, 6:4      |
| 8.  | 1971  | US Open                                           | Rasen | Rosie Casals   | Gail Chanfreau Françoise Dürr    | 6:3, 6:3      |

### Mixed
| Nr. | Datum | Turnier                  | Belag | Partner    | Finalgegner              | Ergebnis |
| --- | ----- | ------------------------ | ----- | ---------- | ------------------------ | -------- |
| 1.  | 1966  | Australian Championships | Rasen | Tony Roche | Robyn Ebbern Bill Bowrey | 6:1, 6:3 |